# Zvedací plošina

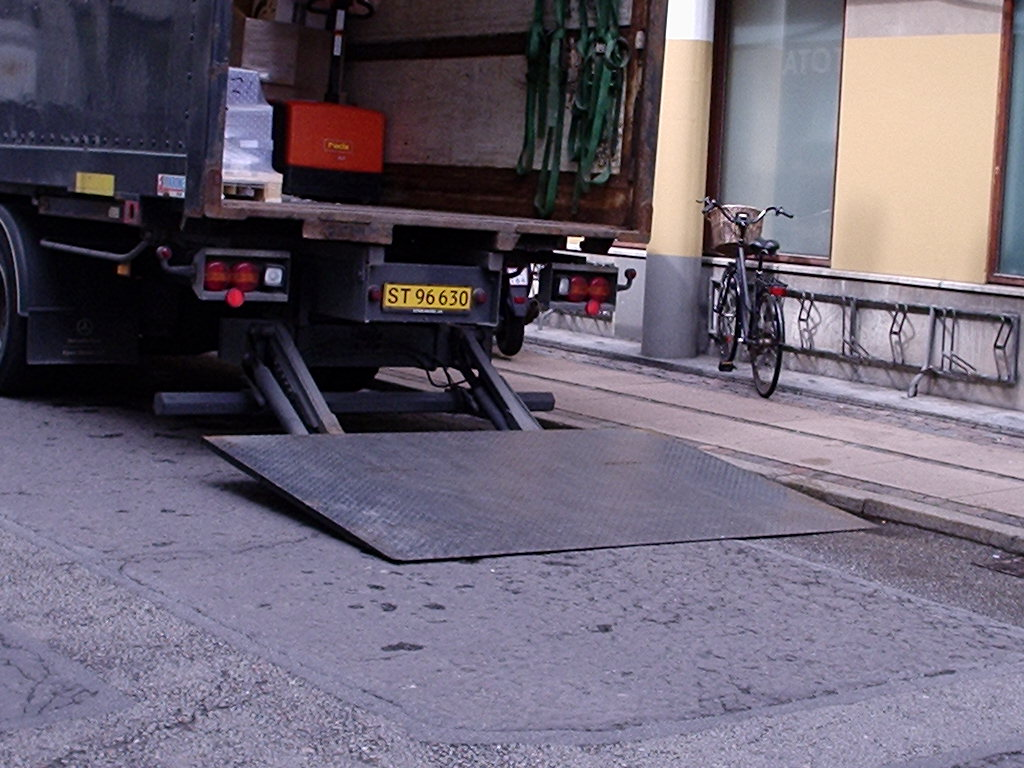
Nákladní automobil se zvedací plošinou

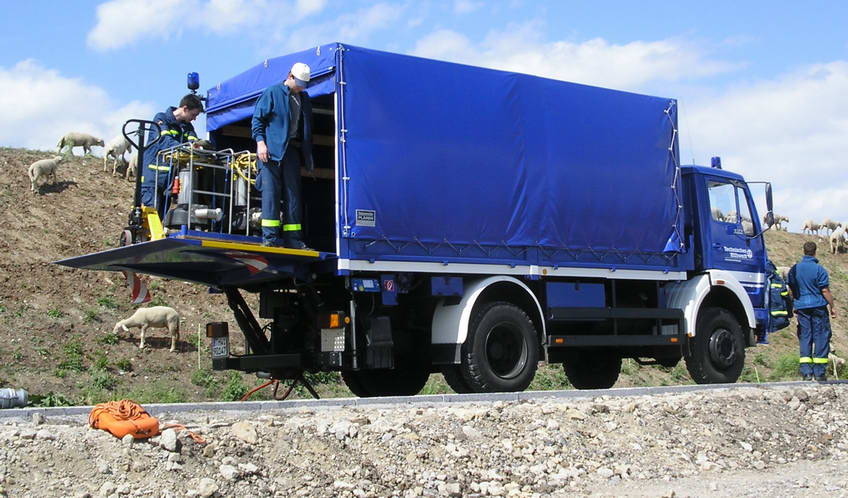
Zvedací plošina nahrazuje zadní čelo valníkové nástavby

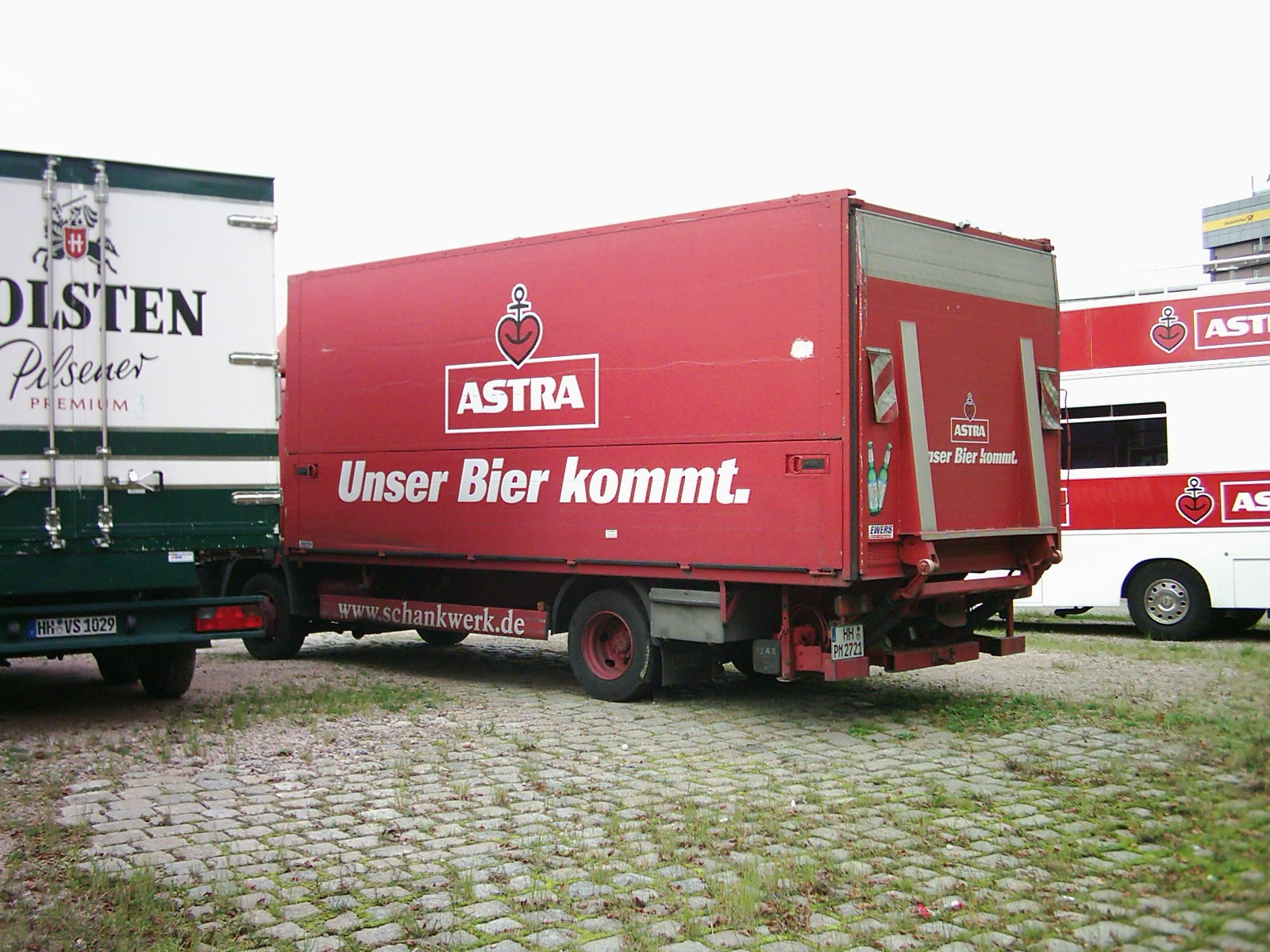
Sklopená zvedací plošina v transportní poloze

Zvedací plošina je zařízení, které doplňuje nebo úplně nahrazuje zadní čelo (bočnici) valníkové nebo skříňové nástavby nákladního automobilu. Umožňuje zdvihat náklad z úrovně vozovky do výše podlahy nákladního prostoru a opačně skládat náklad z vozidla na úroveň okolního terénu. Stejně tak je možné použít plošinu místo můstku při nakládání ze skladové rampy. Zvedací plošina umožňuje rozvážkovým automobilům operovat i v místech, kde nejsou k dispozici manipulační prostředky jako autojeřáby a vysokozdvižné vozíky. Náklad se skládá z korby včetně nízkozdvižného vozíku, pokud je na paletách nebo včetně rudlu, pokud jsou nákladem krabice a přepravky.

## Konstrukce zvedacích plošin
Vlastní plošina je svařena z ocelových profilů a plechů nebo z hliníkových tažených profilů. Sklápění plošiny ze svislé transportní polohy do vodorovné a následně zdvihání a spouštění obstarávají hydraulické válce. Zdrojem hydraulické kapaliny je hydraulické čerpadlo na vozidle. Čerpadlo bývalo u starší verzí poháněno od pomocného vývodu z převodovky vozidla. Bylo nutné při manipulaci s plošinou udržovat motor vozidla v chodu. Většina dnes vyráběných plošin má elektricky poháněné hydraulické čerpadlo. Nejmodernější zvedací plošiny mají čistě elektrický pohon, takže odpadá hydraulický mezičlánek. Výrobci plošin konstruují plošinu včetně bloku čerpadla, schránky na akumulátory a ovládacího zařízení jako kompaktní celek, který je možné instalovat na vozidlo i dodatečně, prakticky bez úprav na vozidle. Díky elektrickému pohonu je možné zvedací plošinu instalovat i na přívěsy a návěsy.

## Provedení zvedacích plošin
Běžná zvedací plošina nahrazuje zadní čelo nástavby nákladního automobilu, korba nebo skříň žádné čelo nebo zadní bočnici nemá. Existují plošiny montované za zadní čelo nástavby, ale v takovém případě se musí řešit přechod mezi plošinou a podlahou korby zakrytím vzniklé spáry. Pro vozidla, u kterých je třeba zachovat zadní čelo funkční existují plošiny, které se pomocí hydraulických válců sklopí na polovinu a zasunou pod podlahu korby. Pro dodávkové automobily existují úzké plošiny v šířce poloviny zadního čela. Uživateli jsou firmy s prodejem nebo servisem domácích spotřebičů. Tam, kde by dodávkový automobil měl vzadu dvojkřídlé dveře je jen jedno křídlo, na místě druhého křídla dveří je plošina.

## Ovládání zvedací plošiny
Plošina se ovládá z boku vozidla, kde je umístěna zamykatelná skříňka s joystickem nebo tlačítky. Běh čerpadla i elektrohydraulické ventily pro ovládání válců je možné ovládat dálkově, pomocí ovladače na několikametrovém kabelu. Některé plošiny mají i nožní ovládání. Pomocí nášlapných tlačítek přímo na plošině je možné ovládat alespoň pohyb nahoru a dolů. Obsluha se tak veze na plošině i s nakládaným zbožím.